# 1052 (numero)
Millecinquantadue (1052) è il numero naturale dopo il 1051 e prima del 1053.

## Proprietà matematiche
- È un numero pari.
- È un numero composto da 6 divisori: 1, 2, 4, 263, 526, 1052. Poiché la somma dei suoi divisori (escluso il numero stesso) è 796 < 1052, è un numero difettivo.
- È un numero di Ulam.
- È un numero congruente.
- È un numero malvagio.
- È parte delle terne pitagoriche (789, 1052, 1315), (1052, 69165, 69173), (1052, 138336, 138340), (1052, 276675, 276677).

## Astronomia
- 1052 Belgica è un asteroide della fascia principale del sistema solare.
- NGC 1052 è una galassia nella costellazione della Balena.
- IC 1052 è una galassia nella costellazione di Boote.

## Astronautica
- Cosmos 1052 è un satellite artificiale russo.